# Tyto tenebricosa
La lechuza de campanario tenebrosa o lechuza tenebrosa (Tyto tenebricosa) es una especie de ave estrigiforme de la familia Tytonidae que habita en Nueva Guinea y el sureste de Australia.

## Descripción
La lechuza tenebrosa mide una media de 45 cm de largo. Las hembras son de mayor tamaño, miden entre 44–51 cm y pesan entre 750 y 1200 g, mientras que los machos miden entre 37–43 cm y pesan entre 500-700 g. Su plumaje es principalmente de color gris oscuro, más oscuro en las partes superiores, con un fino moteado blanco tanto en las partes superiores como en las inferiores, siendo las hembras algo más claras. La longitud de su ala oscila entre los 30 y 40 cm y su cola es muy corta. Presenta un disco facial gris en forma de corazón enmarcado por una ancha lista negruzca con un borde blanquecino y difuso en su interior. Sus ojos son oscuros. Sus patas emplumadas tienen dedos y tarsos largos.

## Distribución y hábitat
La lechuza tenebrosa se encuentra en las selvas tropicales de las regiones montañosas de Nueva Guinea y en las zonas costeras del sureste de Australia, además de la isla Yapen. También ha sido avistada en la isla Flinders del estrecho de Bass.  
La lechuza tenebrosa es un ave nocturna y duerme en los huecos de los árboles, las cuevas o entre el follaje denso por el día, por lo que es difícil de ver u oír. Habita en zonas de barrancos profundos en los bosques húmedos donde haya eucaliptos, helechos y demás sotobosque de selva húmeda. Puede cazar en zonas más secas pero generalmente cría y duerme en las más húmedas.

## Taxonomía
Fue descrita científicamente por el naturalista inglés John Gould en 1845. Se reconocen dos subespecies:
- T. t. arfaki - presente en Nueva Guinea y Yapen;
- T. t. tenebricosa - subespecie nominal de Australia.

Anteriormente se consideraba a la lechuza moteada (Tyto multipunctata), más pequeña y nativa del noreste de Australia, una subespecie de la lechuza tenebrosa, pero actualmente se consideran especies separadas.

## Comportamiento
Las lechuzas tenebrosas son territoriales y sedentarias, y se cree que permanecen en la misma área toda su vida de adulto.

### Alimentación
Se alimenta principalmente de mamíferos, que pueden ser marsupiales arborícolas (como los petauros gigantes, las zarigüeyas de cola anillada y los  petauros del azúcar) o terrestres como los bandicuts y los antequinos, y roedores. También atrapa ocasionalmente aves, murciélagos e insectos.

### Reproducción
Anida en un hueco grande de un árbol o una cueva. La hembra duerme en el nido durante varias semana antes de poner uno o dos huevos blancos mate. Generalmente la cría tiene lugar entre los meses de enero a junio, pero puede darse en cualquier época del año dependiendo de la localización y condiciones climáticas. La incubación dura 42 días. El macho proporciona comida a la hembra, que raramente deja el nido. Los polluelos nacen cubiertos de un plumón gris y tardan tres meses en completar su desarrollo hasta poder volar. Tras dejar el nido los juveniles siguen dependiendo de sus padres un periodo largo. 